# Икике
Икѝке (на испански: Iquique) е град в Чили. Разположен е на брега на Тихи океан в северната част на страната. Главен административен център на регион Тарапака. Има жп гара, пристанище и аерогара. Основан е през 1836 г. Нефтопреработвателна, химическа и корабостроителна промишленост. Риболов и износ на селитра. Население 216 419 жители от преброяването през 2002 г.

## Побратимени градове
|  | Държава   | Град    |
|  | САЩ       | Маями   |
|  | Боливия   | Оруро   |
|  | Испания   | Севиля  |
|  | Израел    | Ашкелон |
|  | Хърватска | Загреб  |
|  | --------- | ------- |